# Richard Cappelle
Richard Cappelle (* 16. Dezember 1886 in Weberkuhle, Landkreis Nienburg/Weser; † 16. Juli 1954 in Bremerhaven) war ein deutscher Lehrer und Historiker.

## Leben
Cappelle wuchs in einem Forsthaus auf und besuchte das Gymnasium Andreanum in Hildesheim. Nach dem Abitur studierte er 1906–1910 an der Georg-August-Universität Göttingen und der Universität Innsbruck Klassische Philologie, Geschichte und Germanistik. Es folgte eine pädagogische Ausbildung in Göttingen und Hameln. 1913 wurde er in Göttingen zum Dr. phil. promoviert. Im selben Jahr wurde er an die Oberrealschule in Lehe (Bremerhaven), die nachmalige Lessingschule (Bremerhaven), berufen. Dort war er 40 Jahre als Lehrer und Studienrat tätig. Einer seiner Schüler war Adolf Butenandt. 1949 zum kommissarischen Direktor ernannt, übernahm er nach der Umwandlung in eine Volksoberschule 1950 als Oberstudienrat die Leitung des wissenschaftlichen (gymnasialen) Zweiges D. Zum 1. April 1953 trat er in den Ruhestand.
Als Historiker widmete sich Cappelle besonders dem Elbe-Weser-Dreieck. Seit 1913 war er bei den Männern vom Morgenstern aktiv. Als Vorsitzender (1941–1945) steuerte er den Heimatbund mit Johann Jacob Cordes durch die schwierige Endphase des Zweiten Weltkriegs. Der Bund   war Vorgänger des Förderkreises für das Morgenstern-Museum. Er war Mitglied der Historischen Kommission für Niedersachsen.

## Werke
- Der frühere Landkreis Wesermünde (kunstgeschichtliches Sammelwerk)
- Registrum bonorum et iurium Ecclesiae Bremensis von Johann III. Rode von Wale (1500), Wortgetreue Wiedergabe von Johannis Rode archiepiscopi Registrum bonorum et Iurium Ecclesiae Bremensis (Johann Roden Bok), Güterverzeichnis des Bistums Bremen, 1926
- Die Kunstdenkmäler der Provinz Hannover / H. 5. Regierungsbezirk Stade / 3. Die Kunstdenkmale des Kreises Wesermünde. - 2: Der frühere Kreis Geestemünde, 1939
- Die Stände des Erzstiftes Bremen im 16. Jahrhundert. Jahrbuch der Männer vom Morgenstern 1920.